# Frédéric Devreese
Pour les articles homonymes, voir Devreese.
Frédéric Devreese, né à Amsterdam le 2 juin 1929 et mort à Bruxelles le 28 septembre 2020, est un compositeur belge.
Il a abordé tous les genres : opéra, ballet, orchestre, musique de chambre, chœur, piano. Toutefois, ce sont surtout ses musiques de films et ses prestations en tant que chef d’orchestre qui l’ont fait connaître du public.

## Biographie

### Formation
Son père Godfried Devreese (1893-1972), lui-même compositeur et chef d’orchestre, lui donne ses premières leçons de musique. Frédéric Devreese étudie ensuite à Bruxelles la composition avec Marcel Poot et la direction d’orchestre avec René Defossez, et se perfectionne auprès de Ildebrando Pizzetti (composition) et Fernando Previtali (direction d’orchestre) à l’Académie Sainte-Cécile de Rome ainsi qu’auprès de Hans Swarowsky (composition) à l’Académie d’État de Vienne.

### Carrière
Frédéric Devreese n’a que vingt ans lorsque son Concerto no 1 pour piano et orchestre reçoit le Prix de la Ville d’Ostende. En 1983, son Concerto no 4 pour piano et orchestre est imposé à la finale du prestigieux concours musical international Reine-Élisabeth-de-Belgique. En 1998, son Ostinati pour saxophone alto, accordéon et cordes est imposé en finale du Concours international Adolphe Sax de Dinant.
De nombreux prix nationaux et internationaux lui ont été décernés parmi lesquels le Prix Italia pour son opéra TV Willem van Saefthingen, le Georges Delerue Award ainsi que le Plateau Music Award pour ses musiques de films (et ce à deux reprises).
Frédéric Devreese a dirigé l’Orchestre philharmonique de la BRT ainsi que de nombreux orchestres à travers le monde. Ses enregistrements pour la firme Naxos (Anthology of Flemish Music) lui ont valu d’être nommé Ambassadeur culturel de Flandre en 1996-1997.

## Musiques de film
- 1965 : L'Homme au crâne rasé, d'André Delvaux
- 1968 : Un soir, un train, d'André Delvaux
- 1971 : Rendez-vous à Bray, d'André Delvaux
- 1973 : Belle, d'André Delvaux
- 1975 : Du bout des lèvres de Jean-Marie Degèsves
- 1984 : Benvenuta, d'André Delvaux
- 1987 : Les Noces barbares de Marion Hänsel
- 1988 : L'Œuvre au noir, d'André Delvaux
- 1989 : Il Maestro de Marion Hänsel
- 1990 : Le Sacrement (Het sacrament) de Hugo Claus
- 1991 : La Partie d'échecs d'Yves Hanchar
- 2001 : Pauline et Paulette de Lieven Debrauwer
- 2003 : Mein Name ist Bach de Dominique de Rivaz

### Distinctions
- Chevalier de l'ordre de la Couronne
- Chevalier de l'ordre de Léopold II

Frédéric Devreese est élevé au rang de chevalier par le roi Albert II de Belgique en 1996. Sa devise est Tenuto.